# Поток (Серадзький повіт)
Поток (пол. Potok) — село в Польщі, у гміні Злочев Серадзького повіту Лодзинського воєводства.
Населення — 179 осіб (2011).
У 1975-1998 роках село належало до Серадзького воєводства.

## Демографія
Демографічна структура станом на 31 березня 2011 року:
|          | Загалом | Допрацездатний вік | Працездатний вік | Постпрацездатний вік |
| -------- | ------- | ------------------ | ---------------- | -------------------- |
| Чоловіки | 79      | 22                 | 51               | 6                    |
| Жінки    | 100     | 26                 | 52               | 22                   |
| Разом    | 179     | 48                 | 103              | 28                   |